# جيد لويز
جيد لويز (بالإنجليزية: Jade Louise)‏ هي مغنية نيوزيلندية، ولدت في 15 يونيو 1983.